# Wyndham Halswelle
Wyndham Halswelle (30. května 1882 Londýn – 31. března 1915 Neuve-Chapelle) byl britský atlet, olympijský vítěz v běhu na 400 metrů z roku 1908.

## Sportovní kariéra
Pocházel ze skotské rodiny, ale narodil se a vyrůstal v Anglii. V 19 letech odcestoval do Jižní Afriky, kde sloužil jako voják v burské válce (1901 až 1904). Po návratu do Londýna se začal věnovat atletickému tréninku a brzo získal první úspěchy. V roce 1906 se v jednom dni stal mistrem Skotska v bězích na 100, 220, 440 i 880 yardů. Navíc v běhu na 300 yardů časem 31,2 vytvořil světový rekord.

### Olympijské finále
Na olympiádě v Londýně v roce 1908 startoval v běhu na 400 metrů. Při postupu do finále vytvořil nový olympijský rekord 48,4. Spolu s ním startovali ve finále tři Američané - John Carpenter, Wiliam Robbins a John Taylor. Během závodu vedl Robbins, následovaný Halswellem a Carpenterem. V cílové rovince se Halswelle snažil dostat do čela, Carpenter ho však blokoval pravým loktem. Tento manévr byl v mezích pravidel v USA, ale zakázán britskými pravidly, podle nichž se závodilo. Nejbližší rozhodčí proto přerušil závod (čas Robbinse, který bez ohledu na přerušení závodu proběhl cílem, byl 47,8).
Přerušení závodu vyvolalo diplomatický konflikt mezi USA a Velkou Británií, nakonec však Američané se smířili s výrokem rozhodčích a závod byl opakován. Na start tohoto běhu však nebyl připuštěn Carpenter. Zbylí dva Američané proto na znamení solidarity nenastoupili také. Halswelle tak běžel opakovaný finálový závod sám a doběhl do cíle v čase 50,2. Šlo o jediný závod v historii olympijských her, ve kterém startovala pouze jedna osoba.  Tento incident vedl ke změně pravidel, když běžci na 400 metrů začali běhat tuto trať v samostatných drahách.

### Posmrtné ocenění
Po návratu z olympiády ukončil svoji sportovní kariéru. Po vypuknutí první světové války v roce 1914 narukoval do britské armády, padl ve Francii na jaře 1915. V roce 2003 byl in memoriam uveden do skotské sportovní síně slávy. Cenu, nesoucí jeho jméno, každoročně obdrží vítěz skotského šampionátu juniorů na trati 400 metrů.